# Белчестер (Минесота)
Белчестер (енгл. Bellechester) град је у америчкој савезној држави Минесота.

## Демографија
По попису из 2010. године број становника је 175, што је 3 (1,7%) становника више него 2000. године.
| Група             | 2000.       | 2010.       |
| Белци             | 166 (96,5%) | 157 (89,7%) |
| Афроамериканци    | 0 (0,0%)    | 0 (0,0%)    |
| Азијати           | 0 (0,0%)    | 0 (0,0%)    |
| Хиспаноамериканци | 3 (1,7%)    | 18 (10,3%)  |
| Укупно            | 172         | 175         |